# Adrián Bustamante
Pour les articles homonymes, voir Bustamante.
Adrián Camilo Bustamante, né le 10 juin 1998 à Boavita (Boyacá) est un coureur cycliste colombien, membre de l'équipe Kelly-Simoldes-UDO.

## Biographie
Dès les années 2015 et 2016, Adrián Bustamante se fait repérer comme un des meilleurs espoirs colombiens en remportant une étape et en terminant troisième puis deuxième du Tour de l'Avenir de Colombie. Il termine également deuxième de ses Championnats national et continental du contre-la-montre junior.
En 2019, Adrián Bustamante réalise sa première grosse performance en terminant deuxième de la Vuelta de la Juventud, le Tour de Colombie Espoir.
En 2020, il remporte la Clásica de Boavita, épreuve mineure du calendrier national colombien. Mais surtout, il devient champion de Colombie du contre-la-montre espoirs et gagne la 7e étape du Clásico RCN.
Le 30 juin 2021, il rejoint l'équipe Kelly-Simoldes-UDO pour participer au Tour du Portugal. Quelques jours auparavant, vainqueur du prologue et de la deuxième étape, il s'était adjugé la Clásica de Marinilla devant ses compatriotes Aldemar Reyes et Germán Chaves.

## Palmarès

### Junior
- 2015
  - 5e étape du Tour de l'avenir de Colombie
  - 3e du Tour de l'avenir de Colombie
- 2016
  - 2e du Championnat de Colombie du contre-la-montre junior
  - 2e du Championnat Panaméricain du contre-la-montre junior
  - 2e du Tour de l'avenir de Colombie
- 2018
  - Trofeo Interclubs Vinalopo-Villena
  - 5e étape du Tour de Boyacá
  - 2e du Championnat de Colombie du contre-la-montre U23

### Professionnel
- 2019
  - 1re étape de la Clásica de Anapoima
  - 2e du Tour de Colombie U23
  - 3e de la Copa Boyacá-Soatá
- 2020
  - Clásica de Boavita
  -  Champion de Colombie du contre-la-montre espoirs
  - 7e étape du Clásico RCN
- 2021
  - 2e étape du Tour por la Paz
  - 3e du Tour por la Paz
  - Clásica de Marinilla
    - Classement général
    - Prologue et 2e étape
- 2022
  - 3e et 5e étapes du Clásico RCN
- 2023
  - 4e étape du Tour de l'Alentejo
  - 8e étape du Tour du Portugal
  - 9e étape du Grand Prix Jornal de Notícias
  - 2e du Tour de l'Alentejo
  - 3e du Clássica de Santo Thyrso
- 2024
  - 1re et 3e étapes de la Vuelta a Antioquia
  - 1re et 7e étapes du Tour de Colombie
  - Vuelta a Boyacá : 
    - Classement général
    - 3e étape

  - 3e de la Vuelta a Antioquia
- 2025
  - 3e du Grand Prix de Mortágua

### Classements mondiaux
| Année                                 | 2019  | 2020 | 2021 | 2022 | 2023  | 2024  |
| ------------------------------------- | ----- | ---- | ---- | ---- | ----- | ----- |
| Classement mondial                    | 2693e | nc   | nc   | nc   | 1036e | 1566e |
| UCI America Tour                      | 435e  | nc   | nc   | nc   | nc    | nc    |
|                                       |       |      |      |      |       |       |
| Légende : nc = non classéSource : UCI |       |      |      |      |       |       |